# Eau Claire (Wisconsin)
Eau Claire – miasto w Stanach Zjednoczonych. Położone w stanie Wisconsin, w hrabstwie Eau Claire.
W mieście rozwinął się przemysł artykułów gospodarstwa domowego, gumowy, papierniczy oraz mleczny.